# Alper Potuk
Alper Potuk (ur. 8 kwietnia 1991 w Afyonkarahisarze) – piłkarz turecki grający na pozycji defensywnego pomocnika. Od 2013 roku jest zawodnikiem klubu Fenerbahçe SK.

## Kariera klubowa
Karierę piłkarską Alper rozpoczął w klubie Çifteler Spor. W 2005 roku podjął treningi w Eskişehirsporze. W sezonie 2008/2009 awansował do kadry pierwszego zespołu Eskişehirsporu. 29 maja 2009 zadebiutował w nim w Süper Lig w zremisowanym 1:1 wyjazdowym meczu z Gaziantepsporem. W sezonie 2011/2012 stał się podstawowym zawodnikiem Eskişehirsporu. 29 października 2011 w domowym meczu z Samsunsporem (1:0) strzelił swojego pierwszego gola w rozgrywkach Süper Lig.
Latem 2013 Alper przeszedł do Fenerbahçe SK. Suma transferu wyniosła 7,3 mln euro.
| Sezon   | Klub          | Kraj   | Rozgrywki | Mecze | Bramki |
| ------- | ------------- | ------ | --------- | ----- | ------ |
| 2008/09 | Eskişehirspor | Turcja | Süper Lig | 1     | 0      |
| 2009/10 | Eskişehirspor | Turcja | Süper Lig | 16    | 0      |
| 2010/11 | Eskişehirspor | Turcja | Süper Lig | 23    | 0      |
| 2011/12 | Eskişehirspor | Turcja | Süper Lig | 30    | 2      |
| 2012/13 | Eskişehirspor | Turcja | Süper Lig | 30    | 3      |
| 2013/14 | Fenerbahçe SK | Turcja | Süper Lig | 28    | 1      |
| 2014/15 | Fenerbahçe SK | Turcja | Süper Lig | 30    | 3      |
| 2015/16 | Fenerbahçe SK | Turcja | Süper Lig | 27    | 4      |
| 2016/17 | Fenerbahçe SK | Turcja | Süper Lig | 0     | 0      |

## Kariera reprezentacyjna
Alper występował w młodzieżowych reprezentacjach Turcji na różnych szczeblach wiekowych. W dorosłej reprezentacji zadebiutował 29 lutego 2012 roku w przegranym 1:2 towarzyskim meczu ze Słowacją, rozegranym w Bursie.